# ميخائيل ألكسيف
ميخائيل فاسيليفتش ألكسيف بالروسية Алексеев, Михаил Васильевич...
(3 نوفمبر 1857 -25 سبتمبر 1918) القائد العام للجيش الأمبراطوري الروسي خلال الحرب العالمية الأولى والحرب الأهلية الروسية، في ما بين عامي 1915 الي 1917 كان رئيس هيئة أركان القيصر نيقولا الثاني، بعد ثورة فبراير استمر خلال الشهور من مارس الي يوليو عام 1917 كقائد العام للجيش الروسي، تولى في وقت لاحق قيادة جيش التطوع في الحرب الأهلية الروسية، وتوفي في عام 1918 وهو يقاتل البلاشفة في منطقة الفولغا

## تاريخه المهني
ولد ميخائيل الكسييف في تفير أوبلاست ، حيث كان والده فاسيلي الكسييف قائد كتيبة الجيش 64 في كازان. في عام 1873 دخل ميخائيل الكسييف الجيش كمتطوع في فوج الغرنا الثاني في روستوف. تخرج من مدرسة المشاة في موسكو في عام 1876 وتلقي التكليف كحامل راية في نفس كتيبة والده الكتيبة 64 في كازان. شغل منصب منظم للجنرال ميخائيل سكوبليف خلال الحرب الروسية العثمانية (1877-1878)، وأصيب في معارك قرب بليفين في بلغاريا. تمت ترقيته إلى ملازم أول في يناير 1881، وكابتن في مايو 1883.
استكمال دراسته في أكاديمية نيكولاس لدراسة أركان الحرب، في عام 1890 ترقي الي رتبة عقيد، وقد نشرت له دوريات بصفته معاون بارز في مقر فيلق الجيش في أكاديمية سانت بطرسبرغ العسكرية المحلية. خدم أيضا كأستاذ وأداري في أكاديمية التاريخ العسكري في الفترة من 1898 الي 1904. في مارس 1904، تمت ترقيته إلى رتبة لواء.

## الحرب الروسية اليابانية
خلال الحرب الروسية اليابانية، في أكتوبر 1904 عين ميخائيل الكسييف كمدير لأدارة الأمداد والتموين للجيش الروسي الثالث في منشوريا. خلال الحرب حصل على السيف الذهبي وسام القديس ستانيسلاف، وسام القديسة آن.
بعد الحرب أصبح من كبار أدراي التموين في هيئة الأركان العامة الرئيسية، مع الحفاظ على منصبه كأستاذ في أكاديمية الأركان العامة. في عام 1908 أصبح رئيس الأركان في كييف وتمت ترقيته إلى رتبة فريق. في عام 1912 منحت الكسييف قيادة فيلق الجيش الثالث عشر.

## روابط خارجية
- ميخائيل ألكسيف على موقع IMDb (الإنجليزية)
- ميخائيل ألكسيف على موقع الموسوعة البريطانية (الإنجليزية)